# 鄧家基
鄧家基（1956年5月24日—），基隆市出身，現任考試委員。曾任新北市政府環境保護局局長、臺北市副市長、臺北市議會議員、環境資源研究發展基金會執行長、2024年台灣民眾黨總統候選人柯文哲競選辦公室主任委員。2024年5月獲時任總統賴清德提名為考試委員，同年12月17日獲立法院112票同意通過。